# Програма Е-6
Програма «Е-6» — роботи по м'якій посадці автоматичної міжпланетної станції серії «Е-6» на Місяць, що проводилися в ОКБ-1. Першим стартом була Луна-4C, але м'яко опуститись на Місяць змогла лише АМС «Луна-9». Усього, включаючи «Луна-9», на Місяць змогли м'яко опуститися 18 земних апаратів.
Безпосередня розробка НДДКР проводилася під безпосереднім контролем заступника Корольова Бушуєва К. Д. колективом, очолюваним Максимовим Г. Ю.
Автоматична міжпланетна станція складалася зі спускного апарата масою близько 100 кг, відсіку з апаратурою систем управління, астроорієнтації, радіосистем і рухової установки для корекції й гальмування перед посадкою. Загальна маса АМС після відділення від розгінного ступеня ракети-носія становила 1583 кг.
Спускаємий апарат складався з герметичного приладового відсіку (телевізійна апаратура, апаратура радіозв'язку, програмно-часовий прилад, наукова апаратура, системи енергоживлення і терморегулювання), оснащеного амортизаторами (надувні балони), антенами та іншим обладнанням.
На першому етапі польоту ракета-носій «Молнія» виводила «Е-6» разом з розгінним блоком «Л» на навколоземну орбіту. Поза зоною видимості з території СРСР включався блок «Л», станції надавалася друга космічна швидкість і вона переходила на траєкторію польоту до Місяця. Впродовж всього польоту до Місяця вівся контроль і здійснювалася корекція траєкторії за допомогою коригувальних двигунів. На останньому етапі виконувалося гальмування (гасіння швидкості з 2600 м/с до кількох м/с.) і здійснювалася м'яка посадка на Місяць. На поверхню Місяця повинен був опуститися апарат масою до пів тонни.